# Koseki San’ei

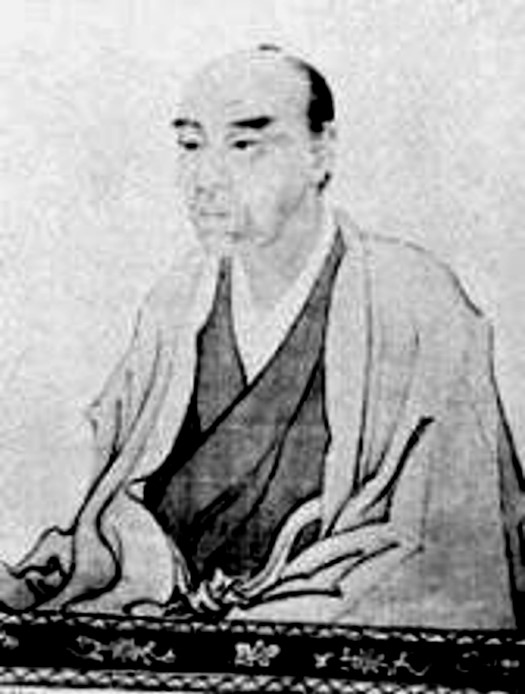
Koseki San’ei

Koseki San’ei (japanisch 小関 三英; geboren 25. Juli 1787 in Tsuruoka (Provinz Dewa); gestorben 27. Juni 1839 in Edo) war ein japanischer Mediziner und Gelehrter der „Westlichen Wissenschaften“ (Rangaku) der späten Edo-Zeit.

## Leben und Wirken
Koseki San’ei führte den Namen Tokusai (篤斎). Seinen Künstlername „San’ei“ schrieb er zunächst „三栄“, später dann „三英“. Er war der zweite Sohn von Yagorobē Tomoyoshi (弥五郎兵衛 知義), einem Mitglied der Fußsoldaten (足軽組, Ashigarugumi) des Shōnai-Clans, der den Klan verlassen musste. San’ei war der zweite Sohn und ging in jungen Jahren nach Edo und studierte dort niederländische Medizin und niederländische Sprache bei den Rangaku-Gelehrten Yoahida Nagayoshi (吉田長淑; 1779–1824) und Baba Sadayoshi (馬場 貞由; 1787–1822). Dann trat er in die Schule von P. Siebold in Nagasaki ein, wo er zufällig Schüler wie Takano Chōei (1804–1850) wurde und intensiv studierte.
Im Jahr 1823 wurde San’ei in die Sendai-Domäne eingeladen und unterrichtete niederländische Medizin an der medizinischen Abteilung. Im selben Jahr kündigte er seinen Job und kehrte für eine Weile in seine Heimatstadt zurück, verließ die Präfektur jedoch noch im selben Jahr wieder. Er wurde Gast bei den Rangaku-Gelehrten Minato Nagayasu (湊 長安; 1786–1838) und dann Katsuragawa Kunioki (桂川 国興; 1826–1881) und konzentrierte sich, seine eigenen Studien fortzuführen. Am 16. April 1831 besuchte er zum ersten Mal Watanabe Kazan. Dieser notierte in seinem Tagebuch zu diesem Tag: „Koseki San’ei kam. San’ei stammt aus Shōnai (庄内), (Provinz Dewa). Er liest oft ausländische Bücher und arbeitet als Arzt, aber er mag keine Kranken-Behandlungen, und seine einzigen Freuden sind Lesen und Trinken.“ Als San’ei im selben Jahr zum Arzt des Kishiwada-Klans (岸和田藩) ernannt wurde, berichtete er dies umgehend seinem ältesten Bruder in Shōnai und erzählte ihm stolz, dass er in einen außergewöhnlichen Rang berufen worden sei.
Als Kazan mit seinen Recherchen zu europäischen Angelegenheiten begann, bat er Takano Chōei und San’ei, niederländische Bücher zu übersetzen, wobei er sich unabhängig von ihrem sozialen Status mit ihm anfreundete. Unter den Übersetzungen, die San’ei für Kasan übersetzte, sind die einzigen erhaltenen Werke „Shinsen Chishi“ (新撰地誌) – etwa „Neue Auswahl aus Regionen“, eine vollständige Übersetzung von Prinsens „Geographie“ (1817), und der erste Band von Fröbels „Die Menschenerziehung“ (1826). Dies ist übersetzt als „Chūjinsho“ (鋳人書) erschienen. Darüber hinaus wird in Kazans „Gakoku Jijōsho“ (外国事情書) eine Übersetzung eines Teils von Hendrik Nienhuis  „Gakugei Jiten“ (学芸辞典) von Hendrik Nienhuis zitiert.
Da San’ei akademisch veranlagt war und kein politisches Interesse hatte, kritisierte er die Außenpolitik des Shogunats nicht wie Kazan und Chōei. Daher ist San’eis Name in der vom Beobachter Torii Yōzō (1796–1873) eingereichten Bericht von Verdächtigen nicht aufgeführt. Als San’ei jedoch von der Inhaftierung Kasans und Chōeis erfuhr, beging er in der Residenz des Kishiwada-Klans in Tameike, Edo, Seppuku.
In seinen Gefängniserinnerungen sagte Chōei: „Weil San’ei zu offen und naiv geboren wurde, richtete er sich nach der öffentlichen Meinung und beging Selbstmord.“ Das ist wahrscheinlich wahr. San’ei wurde im Tempel Ryūgan-ji (竜厳寺) in Stadtteil Aoyama von Edo beigesetzt.